# Volodymyr Malanjuk
Volodymyr Pavlovyč Malanjuk (in ucraino Володи́мир Па́влович Маланю́к?, in russo Владимир Павлович Маланюк?, Vladimir Pavlovič Malanjuk) (Arcangelo, 21 luglio 1957 – Kiev, 2 luglio 2017) è stato uno scacchista ucraino, sovietico fino al 1992.
Grande maestro dal 1987, nella lista FIDE di aprile 2009 ha un Elo di 2523 punti. Ha raggiunto il massimo punteggio in luglio 1993, con 2635 punti.
Tre volte vincitore del campionato ucraino (1980, 1981, 1986), ha partecipato alle olimpiadi degli scacchi di Mosca 1994, Yerevan 1996 e Ėlista 1998, vincendo la medaglia d'argento di squadra nel 1996 e di bronzo nel 1998.
Ha partecipato dal 1983 al 1991 a diversi campionati sovietici, classificandosi secondo nel 1986 dietro al vincitore Vitalij Ceškovskij.

## Altri risultati
- 1983: 2º a Baku
- 1985: 1º a Minsk e a Kostroma (semifinale del campionato sovietico)
- 1986: 1º a Leopoli
- 1987: 1º a Frunze e 2º a Tallinn
- 1988: 2º a Leopoli
- 1990: 1º a Forlì (ripetuto nel 1992)
- 1994: 1º a Porto San Giorgio
- 1997: 1º a Minsk
- 2001: 1º a Krasnodar e 2º a Świdnica
- 2002: 1º a Arcangelo, Krasnodar e Koszalin
- 2003: 1º a Kołobrzeg e a Cracovia
- 2004: 2º a Cracovia
- 2006: 1º a Mielno

Malanjuk era particolarmente forte nel gioco veloce. Nel 2005 ottenne il 2º posto nel Keres Memorial rapid di Tallinn, dietro ad Aleksej Širov ma davanti ad Anatolij Karpov e Boris Gelfand. Nello stesso anno è stato secondo nel campionato europeo rapid dietro all'ungherese Zoltán Almási. Nel 2006 ha vinto il torneo rapid di Ajaccio, davanti a un folto gruppo di grandi maestri tra i quali Rustam Qosimjonov, Vadim Milov, Aleksandr Motylëv, Viktor Bologan e Arkadij Naiditsch.
Malanjuk fu un grande esperto della difesa olandese, in particolare del sistema di Leningrado (1. d4 f5 2. c4 Cf6 3. g3 g6), al quale, assieme a Sergej Dolmatov, Michail Gurevič ed Evgenij Bareev, ha dato notevoli contributi teorici.
Prende il suo nome una variante della partita scozzese: 1. e4 e5 2. Cf3 Cc6 3. d4 exd4 4. Cxd4 Ab4+